# 12. Streichquartett (Dvořák)
Das Quartett F-Dur für zwei Violinen, Viola und Violoncello op. 96 (B 179), genannt das „Amerikanische“, schrieb Antonín Dvořák zwischen dem 8. und dem 25. Juni 1893 in Spillville in den USA, wo er seine Ferien als Direktor des New Yorker National Conservatory of Music of America verbrachte, an dem er 1892 bis 1895 tätig war. Es ist, wie er auf dem Partiturautograph vermerkte, seine zweite in Amerika entstandene Komposition.
In der Stille der ländlichen Natur von Spillville, die in krassem Gegensatz zu den vorangegangenen Erlebnissen der amerikanischen Großstadt stand, zeugt dieses Streichquartett von Dvořáks Eindrücken einer besonderen Intimität und zugleich auch außerordentlicher Freudigkeit und Farbenpracht.
Das Quartett ist durch den „amerikanischen“ Einschlag der Gedanken (Pentatonik, punktierte und synkopierte Rhythmik usw.) und die sehr klare, plastische und verhältnismäßig einfache formale Anordnung mit der 9. Sinfonie op. 95 „Aus der Neuen Welt“, die Dvořák bereits im Mai 1893 in New York vollendet hatte, verbunden.
Das Werk wurde am 1. Januar 1894 in Boston vom „Kneisl-Quartett“ (Frank Kneisl, Otto Roth, Louis Svěcenski, Alwin Schroeder) uraufgeführt.
Erschienen ist es bei Simrock in Berlin im Jahr 1894.
Eine Aufführung des Werks dauert etwa 25 Minuten.

## Entstehungsgeschichte
Das Quartett schrieb Dvořák, wie auch das Quintett Es-Dur op. 97, 1893 während seines Sommeraufenthaltes in der kleinen Gemeinde Spillville in dem mittelwestlichen US-Staat Iowa. In seiner Funktion als Direktor des New Yorker Nationalkonservatoriums war er von den vorwiegend tschechischstämmigen Bewohnern dazu eingeladen worden, den Sommer im Kreise seiner Landsleute zu verbringen.
Die Niederschrift der Skizze erfolgte vom 8. bis zum 10. Juni 1893. Unter dem letzten System der Skizze vermerkte Dvořák: Gott sei’s gedankt. Ich bin zufrieden. Es ist schnell gegangen.
 Die Partitur des ersten Satzes entstand vom 12. bis zum 15., des zweiten vom 15. bis zum 17., des dritten bis zum 20. und des vierten vom 20. bis zum 25. Juni 1893.

## Satzbeschreibungen

### 1. Satz: Allegro ma non troppo
F-Dur, 4/4-Takt
Wichtigste Funktion im ersten Satz hat das lockergefügte Hauptthema, das durch seine rhythmische Vielfalt in der motivischen Satzarbeit stark zur Geltung kommt. Es wird anfangs von der Bratsche solo vorgetragen, nur von tremolierenden Akkorden in den beiden Geigen und einem ausgehaltenen F im Cello begleitet. Sodann wird es von den Violinen wiederholt. Die sich anschließende Übergangsepisode, die aus dem motivischen Schlusselement des Themas entwickelt wird, leitet zu dem nochmals erklingenden Hauptthema hin, das diesmal in die Tonart des Nebenthemas, a-Moll, moduliert. Dieses zweistimmige neue Thema ist durch die verminderte 7. Stufe geprägt, sowie durch einen Orgelpunkt in der Bratsche und harte, leere Quint-Pizzicati im Violoncello. Der Grundausdruck des Satzes gerät an dieser Stelle einigermaßen in Bewegung, beruhigt sich jedoch gleich wieder, um im melodischen Schlussthema zu münden. An die wiederholte Exposition schließt sich die Durchführung an, die vor allem das Hauptthema verarbeitet. Am Schluss des Durchführungteils entspinnt sich ein im kleinen Maßstab gehaltener Kanon, dessen energisches Thema im Nebenthema seinen Ursprung hat. Die Reprise wird von einem ostinat wiederholten Bruchstück des Hauptthemas eingeleitet, zusätzlich erklingt im Cello eine neue melodische Variante des Schlussthemas. Der Abschluss des Satzes beginnt ruhevoll und ernst, dann aber führt er zu einem Dialog zwischen zwei Themenabschnitte des Hauptthemas und endet in einem sehr energischen Schluss.

### 2. Satz: Lento
d-Moll, 6/8-Takt
Der sehr intime zweite Satz wird fast durchgängig von einer einförmig auf- und absteigenden Begleitfigur getragen. Über ihr entwickelt sich eine ruhige 8-taktige Periode, die auch den thematischen Kern des Satzes bildet. Zunächst wird sie von den Violinen vorgetragen, gefolgt vom Violoncello. Im weiteren Verlauf entwickelt sich in der ersten Violine ein auf dem vorletzten Taktpaar der Hauptidee beruhender Gesang, der durch die anfängliche Gegenmelodie in der zweiten Violine noch an Dramatik gewinnt. Dann vereinigen sich beide Stimmen jedoch zu einem Zwiegesang, der den gesamten Mittelteil des Satzes bestimmt. Er entfaltet sich zu einer Abwandlung des Hauptthemas und steigert seinen Ausdruck zu unendlicher Sehnsucht, verbunden mit einem großen tiefinneren Glücksgefühl. Zum Schluss ertönt das Hauptthema ein letztes Mal im Violoncello, begleitet von gemessenen Pizzicati der übrigen Instrumente. Die Bratsche, die den letzten Teil der Violoncellophrase mit einem Tremolo untermalt, beschließt den Satz mit einem aufwärts geführten Halbtonschritt.

### 3. Satz: Molto vivace
F-Dur, 3/4-Takt
Auch diese kurze und schlichte Bagatelle wird wieder aus einem einzigen Thema heraus entwickelt. Es zeichnet sich durch einen lebhaften, rhythmisch knappen Vordersatz und einen ruhig schaukelnden Nachsatz aus. Der in Spillville geborene Geiger Josef Jan Kovařík, bei dem Dvořák während seines Amerikaaufenthalts wohnte, berichtet, dass der Komponist während einer Probe des Quartetts angab, die Melodie bei einem Spaziergang durch die Umgebung von Spillville von einem Vogel gehört zu haben. Nach dem Schema a-b-a-b-a wechseln sich in variationsmäßiger Abänderung zwei deutlich unterschiedliche Absätze miteinander ab. Der erste Abschnitt ist geprägt durch mannigfaltige Gruppierung der rhythmischen Elemente des Themas, im Besonderen dessen geraden Takten. Im zweiten Abschnitt, der in f-Moll steht, durchläuft der augmentierte Vordersatz des Themas als Cantus firmus unverändert alle Stimmen und wird dabei abwechselnd von einer zweifach kontrapunktierenden Gegenmelodie umspielt.

### 4. Satz: Finale: Vivace ma non troppo
F-Dur, 2/4-Takt
Das abschließende Rondo ist in der Form a-b-a-c-a-b-a gehalten und wird fast vollständig von einem prägnanten Rhythmus durchzogen. Zunächst wird er akkordisch von zweiter Geige und Bratsche vorgestellt, begleitet von Pizzicati im Cello. Dann bereitet die erste Violine durch umständliche und langatmige rhythmische Umspielung den eigentlichen Themeneinsatz in Takt 33 vor. Das 16-taktige Thema schließt mit rhythmisch harten Schlägen in a-Moll (bei der Wiederkehr in C-Dur). Unvermittelt gibt es einen Wechsel nach As-Dur, der nicht von einer Modulation vorbereitet wird. Über dem fortlaufenden Rhythmus des Hauptthemas breitet sich in den Violinen das zweite Thema, teilweise in Terzen und Sexten, aus. Nach nochmaligem Erklingen des Hauptthemas moduliert der Satz nach Des-Dur. In ruhigem Zeitmaß entwickelt sich im Pianissimo eine kurze choralartige Imitation. Nach den Violinen wiederholt das Cello das Thema, von Figurationen, die rhythmische Bezüge zum Hauptthema aufweisen, begleitet. An dieses kleine Intermezzo schließt sich eine Wiederholung der ersten 3 Teile, bei der eine tonale Verschiebung nach Des-Dur die harmonische Ausdrucksmöglichkeit der Themen erweitert. Der Satz endet übermütig in Zitaten des Hauptthemas.